# آنتونی بلانت
آنتونی فردریک بلانت (به انگلیسی: Anthony Blunt)، محقق نامدار تاریخ هنر، نویسنده، استاد دانشگاه، افسر اطلاعاتی ام‌آی۵ و جاسوس اتحاد جماهیر شوروی در بریتانیا بود.
آنتونی بلانت در خانواده‌ای اشرافی و دارای پیوند خانوادگی با خاندان سلطنتی بریتانیا به دنیا آمده بود. او پسر خالهٔ سوم ملکهٔ مادر بود.
پس از افشای جاسوسی برای شوروی در سال ۱۹۷۹، لقب سلطنتی سِر از وی پس گرفته و از دربار سلطنتی بریتانیا طرد شد.

## حلقهٔ کمبریج
آنتونی بلانت در سال ۱۹۷۹ میلادی، در قبال معافیت از محاکمه، اعتراف کرد که عضوی از حلقهٔ کمبریج بوده و از جنگ جهانی دوم به بعد به نفع اتحاد جماهیر شوروی جاسوسی می‌کرده‌است.
حلقهٔ کمبریج متشکل از دونالد مک‌لین، گای برجس، کیم فیلبی، آنتونی بلانت و نفر پنجمی بود که در دهه ۱۹۳۰ میلادی و در دوران دانشجویی در
کالج ترینیتی دانشگاه کمبریج به استخدام سرویس اطلاعاتی شوروی درآمدند و به مدت دو دهه برای شوروی جاسوسی کردند. آن‌ها توانستند در وزارت خارجه بریتانیا، ام‌آی۵ (سازمان اطلاعات داخلی) و ام‌آی۶ (سرویس اطلاعات خارجی) به رده‌های ارشد مدیریتی نفوذ کنند.